# Alacran chamuco
Alacran chamuco es una especie de escorpión de la familia Typhlochactidae. Fue descrito por Francke en 2009. El nombre genérico “Alacran” procede de la palabra "alacrán", sinónimo de "escorpión", y “chamuco” por habitar en el mundo subterráneo, como el chamuco o diablo, según creencias arraigadas en México.

## Descripción
Esta especie es de hábitos troglobios, es decir, se habita únicamente en cuevas. Su tamaño ronda los 6 cm. El dorso es de color amarillo-marrón pálido, el vientre y las patas son de color amarillo pálido; los pedipalpos o tenazas son naranja-marrón. La forma del prosoma es subcuadrangular, con el margen anterior recto, sin surcos o crestas distintas; carece de  ocelos; con granulación dispersa y pequeña, moderadamente densa. El esternón es más largo que ancho.

## Distribución
Es endémico de México y se ubica en el estado de Oaxaca, dentro de la cueva Te Cimutaa, enclavada en la Sierra de Juárez.

## Hàbitat
Se encuentra únicamente dentro de cuevas, en un ambiente húmedo, cálido y oscuro. 

## Estado de conservación
El estado que guardan las poblaciones de esta especie se conoce muy poco, sin embargo, al encontrarse en condiciones ambientales tan específicas, resultan sumamente frágiles ante cualquier tipo de cambio.